# 미디엄템포
미디엄템포란 느린템포 아닌 빠른템포 흥겨움을 주는 음악을 말한다. 용어는 일반적으로 대중 음악,  발라드에서 주로 사용된다.